# Xã Rubicon, Michigan
Xã Rubicon (tiếng Anh: Rubicon Township) là một xã thuộc quận Huron, tiểu bang Michigan, Hoa Kỳ. Năm 2010, dân số của xã này là 732 người.